# Борис Владимирович (князь ростовский)
Бори́с Влади́мирович (ок. 990-е — 24 июля 1015, в крещении Рома́н) — князь Ростовский (ок. 1010—1015). Сын киевского князя Владимира Святославича от царевны Анны или от неизвестной «болгарыни», возможно, из волжских болгар.
Канонизирован вместе с братом Глебом Русской православной церковью как страстотерпцы — Святые Борис и Глеб; день памяти в Русской православной церкви 2 мая (перенесение мощей святых братьев), 24 июля (вместе с князем Глебом) по юлианскому календарю, а также в Соборах Владимирских, Ростово-Ярославских, Рязанских, Тульских святых. Похоронен вместе с братом в Вышгороде.
Борис под именем Роман Русский входит в список святых Римско-католической церкви.

## Биография
По начальной Киевской летописи, он рождён от болгарыни и при втором разделе земель получил в удел Ростов, которым до того владел его старший брат Ярослав. Раньше, как видно из прибавлений к некоторым спискам летописей, бывших в руках у В. Н. Татищева, Борису был дан Муром. Второй раздел произошёл около 994—996 годов. С этого времени до 1015 года в летописях о Борисе нет никаких упоминаний.

### Убийство, канонизация и почитание на Руси
В 1015 году заболел его отец Владимир Святославич, и Борис был призван в Киев. Вскоре по его прибытии стало известно о вторжении печенегов, и отец послал его с дружиною для отражения их. Борис нигде не встретил печенегов, умиротворил («оумиривъ грады») северянские города и, возвращаясь обратно, остановился на реке Альте. Здесь он узнал о смерти отца и о занятии великокняжеского стола сводным братом Святополком. Дружина предложила идти на Киев и овладеть престолом, но Борис не хотел нарушать святости родовых отношений и с негодованием отверг это предложение, вследствие чего дружинники отца покинули его и он остался с одними своими отроками.
Между тем Святополк, который, извещая Бориса о смерти отца, предлагал быть с ним в любви и увеличить его удел, отправил Путшу и вышегородских бояр для убиения брата: симпатии к Борису народа и дружины делали его опасным соперником. Путша с товарищами пришёл на Альту, к шатру Бориса, ночью на 24 (30) июля; услыхав пение псалмов, доносившееся из шатра, Путша решился обождать отправления Бориса ко сну. Едва только последний, вдвойне опечаленный и смертью отца и слухами о злодейском намерении брата, окончил молитву и лёг, как ворвались убийцы и копьями пронзили Бориса и его слугу венгра Георгия, пытавшегося защитить господина собственным телом. Ещё дышавшего Бориса убийцы завернули в шатёрное полотно и повезли. Святополк, узнав, что он ещё жив, послал двух варягов прикончить его, что те и сделали, пронзив его мечом в сердце. Тело Бориса тайно было привезено в Вышгород и там погребено в церкви св. Василия. Борису было около 25 лет.
Позже он вместе с братом Глебом был канонизирован. Владимир Мономах построил в 1117 году на месте убийства Бориса каменную церковь, известную как Летская божница. Вокруг неё возник город Борисполь.

### Дискуссия о достоверности общепринятой версии

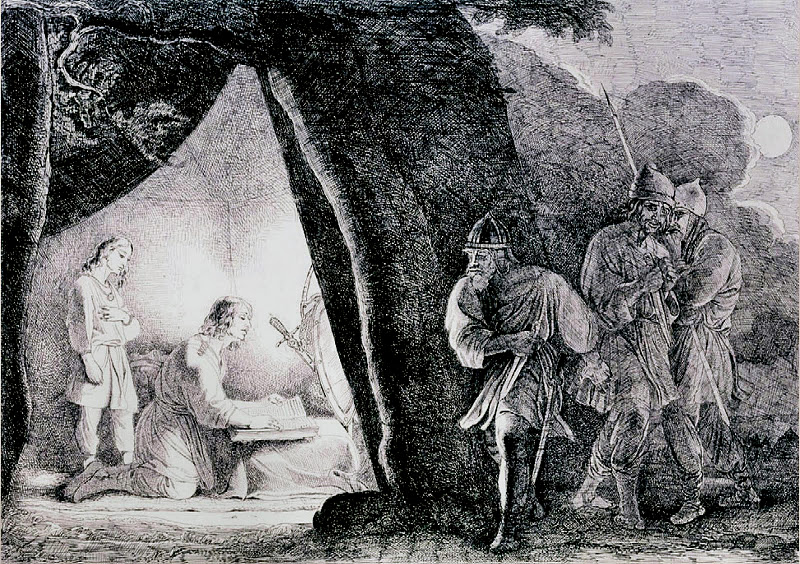
Ф. А. Бруни Убиение Бориса.

Памятник Святому князю Борису в Борисполе, Украина

Существует версия, согласно которой в смерти Бориса на самом деле виноват не Святополк Окаянный, а Ярослав Мудрый, позже замаскировавший своё участие. Эта версия опирается главным образом на скандинавскую «Сагу об Эймунде», написанную в конце XIII века («Эймундова прядь»). Согласно этой саге, норвежский конунг Эймунд вместе с дружиной был нанят Ярицлейвом (Ярославом Мудрым). В саге рассказывается, как Ярицлейв сражается с конунгом Бурицлавом, которого лишает жизни Эймунд после согласия на это Ярицлейва. В образе Бурицлава принято считать Святополка Окаянного. Согласно другой гипотезе, под именем Бурицлав в саге скрывается Борис. Также есть мнение, что сам Эймунд — вымышленный персонаж.
Некоторые исследователи на основании «Саги об Эймунде» поддержали гипотезу, что смерть Бориса — «дело рук» варягов, присланных Ярославом Мудрым в 1017 году, хотя Борис и Глеб добровольно признали старшинство Стятополка и его право на киевский престол. Эта гипотеза имеет как сторонников, так и противников. По мнению историка Войтовича Л. В., такая версия построена на очень зыбких аргументах, не учитывающих христианский менталитет элиты XI века. Он считал, что авторы версии атеисты и Ярослав или его сыновья не рискнули бы добиваться почти немедленной канонизации Бориса, будь Ярослав его убийцей, также сыновьям Ярослава не было бы смысла поднимать этот вопрос, если их отец был причастен к гибели Бориса. 
Историк Соловьёв С. М., считая Святополка виновником гибели братьев, в то же время предполагал, что повесть о смерти Бориса и Глеба явно вставлена в «Повесть временных лет» позже, иначе летописец не стал бы снова повторять о начале княжения Святополка в Киеве. Однако по мнению историка Левитского Н. М., летописец располагал двумя сказаниями — одно об убиении Бориса и Глеба, другое — о войнах Ярослава с Святополком, причём в обоих сказаниях рассказ начинался с захвата Киева и великого княжения Святополка. Не имея возможности составить из этих двух сказаний одно цельное повествование, летописец, закончив первый рассказ об убийстве Святополком своих трёх братьев и не умея связать с ним второй рассказ, который, также начинался событиями, непосредственно следовавшими за смертью святого князя Владимира, не мог поступить иначе, как повторить снова о вступлении Святополка на великокняжеский престол.
Историк Назаренко А. В. считал, что Сага об Эймунде источник скорее литературный, чем исторический, и эта гипотеза не может быть признана серьезно обоснованной.

## Прочее
- В летописи под 1175 годом упоминается о мече Бориса, принадлежавшем в то время Андрею Боголюбскому[7].
- В 2011 году во время исследования остатков средневекового могильника у села Шекшово был найден сильно повреждённый коррозией боевой топор со следами серебряной инкрустации. При реставрации на нём, впервые для подобных находок, были обнаружены знаки Рюриковичей[15]. После детального изучения находки было высказано предположение о принадлежности топорика дружиннику Бориса Владимировича[16].

## Образ в кино
- «Ярослав Мудрый» (1981; СССР) режиссёр Григорий Кохан, в роли Бориса Олег Драч
- «Сага древних булгар. Лествица Владимира Красное Солнышко» (2004) — в фильме рассматривается версия того, что братья Борис и Глеб являлись сыновьями Владимира от «болгарыни» — сестры эмира Волжской Булгарии; в роли Бориса Илья Славутский